# Stepní front
Stepní front (rusky Степной фронт) byl název vojenské formace Rudé armády za druhé světové války.

## Historie
Stepní front vznikl 9. července 1943 přejmenováním Stepního vojenského okruhu. Okruh tvořil mohutnou strategickou zálohu sovětského velení v připravované bitvě u Kurska. Na front byl přejmenován, když se přiblížila možnost nasazení vojsk na frontě.
18. července front získal úsek fronty mezi Voroněžským a Jihozápadním frontem a intenzívně se připravoval na ofenzivu společně s Voroněžským frontem. 3. srpna začal sovětský útok (Bělgorodsko-charkovská operace, plánovaná jako operace Rumjancev), 5. srpna vojska frontu osvobodila Bělgorod, 23. srpna Charkov. V září Koněvova vojska postupovala k Dněpru, 23. září dosáhla Poltavy, 30. září překročila Dněpr. Začátkem října rozšířila předmostí do hloubky 125 km, potom německý odpor postup frontu zastavil.

## Podřízené jednotky
- 27. armáda (9. – 20. července 1943)
- 47. armáda (9. července – 1. srpna 1943)
- 53. armáda (9. července – 20. října 1943)
- 5. letecká armáda (9. července – 20. října 1943)

- 4. gardová armáda (18. – 23. července a 2. září – 20. října 1943)
- 7. gardová armáda (18. července – 20. října 1943)
- 69. armáda (18. července – 30. září 1943)
- 57. armáda (9. srpna – 20. října 1943)
- 5. gardová tanková armáda (9. srpna – 10. září a 7. – 20. října 1943)
- 5. gardová armáda (7. září – 20. října 1943)
- 37. armáda (7. září – 20. října 1943)
- 46. armáda (11. září – 2. října 1943)

## Velení
Velitel
- 9. července – 20. října 1943 – generálplukovník (od 26. srpna armádní generál) Ivan Stěpanovič Koněv

Člen vojenské rady
- 9. července – 20. října 1943 – generálporučík tankových vojsk Ivan Zacharovič Susajkov

Náčelník štábu
- 9. července – 20. října 1943 – generálporučík Matvěj Vasiljevič Zacharov